# Hradisko (Palkovické hůrky)
Hradisko je kopec s výškou 507 m, který se nachází u obce Myslík v pohoří Palkovické hůrky (části Podbeskydské pahorkatiny) v okrese Frýdek Místek v Moravskoslezském kraji. Kopec je zalesněný a na vrcholu se nacházejí výchozy skal. Hradisko se prudce zvedá z pravého břehu říčky Ondřejnice, pravého břehu Bačova potoka a levého břehu Rybského potoka. Hradisko je jedním z předvrcholů Kubánkova (661 m n. m.).
Na kopci byl dnes již zaniklá tvrz nebo hrádek (nazývaný Hradisko nebo hrad Myslík), který podle archeologických nálezů lze datovat do 14. až 15. stol. Z umístění hradu v terénu a naprosté absence zmínky v historických pramenech lze soudit, že šlo o buď o předchůdce nedalekého hradu Hukvaldy, nebo pravděpodobněji o jeho předsunutou strážní tvrz. Na vrcholu lze nalézt pozůstatky hradního příkopu, který byl vylámán také ve skále. Jádro hrádku bylo v místě vrcholu kopce.

## Další informace
Na Hradisko vedou jen lesní cesty.